# Gare de Saint-Martin-d’Étampes
Gare de Saint-Martin-d'Étampes vasútállomás és RER állomás Franciaországban, Étampes településen.

## Vasútvonalak
Az állomást az alábbi vasútvonalak érintik:
- Étampes-Beaune-la-Rolande-vasútvonal

## Kapcsolódó állomások
A vasútállomáshoz az alábbi állomások vannak a legközelebb:
- Gare d’Étampes (Gare d’Étampes, Étampes-Beaune-la-Rolande-vasútvonal)
- Gare d’Étampes (Gare de Saint-Quentin-en-Yvelines - Montigny-le-Bretonneux, Gare de Versailles-Château-Rive-Gauche, RER C)

## Lásd még
- Franciaország vasútállomásainak listája
- A RER állomásainak listája